# USS Wichita (CA-45)
Lo USS Wichita (hull classification symbol CA-45) fu un incrociatore pesante della United States Navy, unico della sua classe, entrato in servizio nel febbraio 1939. Originariamente ordinata come ultima unità della classe New Orleans, la nave fu invece impostata secondo un progetto unico ispirato nelle forme a quello dei contemporanei incrociatori leggeri classe Brooklyn, ma di dimensioni maggiori e armamento più potente.
Dopo l'entrata in servizio l'incrociatore servì in oceano Atlantico nei primi mesi della seconda guerra mondiale, svolgendo missioni nell'ambito della Neutrality Patrol. Con l'entrata in guerra degli Stati Uniti nel dicembre 1941 il Wichita operò inizialmente nel teatro bellico dell'Atlantico, partecipando ad alcune missioni di scorta dei "convogli artici" e agli sbarchi anfibi dell'operazione Torch in Nordafrica nel novembre 1942; all'inizio del 1943 l'incrociatore si trasferì invece nell'oceano Pacifico per prendere parte agli scontri con le forze dell'Impero giapponese.
Dopo aver brevemente servito nelle fasi finali della campagna di Guadalcanal, il Wichita operò durante la campagna delle isole Aleutine per poi prendere parte alle grandi operazioni anfibie statunitensi nel Pacifico centrale, a iniziare dalla campagna delle Marshall per proseguire con la campagna delle isole Marianne e Palau, durante la quale fu presente alla battaglia del Mare delle Filippine; l'incrociatore operò principalmente come unità per la scorta antiaerea dei gruppi di portaerei, e fu spesso chiamato anche a fornire fuoco d'appoggio ai reparti a terra durante le operazioni anfibie. Dall'ottobre 1945 il Wichita operò nella zona delle Filippine, partecipando anche alla grande battaglia del Golfo di Leyte; infine, l'incrociatore servì a lungo nel corso della battaglia di Okinawa come unità d'appoggio ai reparti sbarcati.
Posto in riserva poco dopo la conclusione delle ostilità, il Wichita fu radiato ufficialmente nel marzo 1959 e quindi avviato alla demolizione nell'agosto seguente.

## Il progetto

### Caratteristiche generali

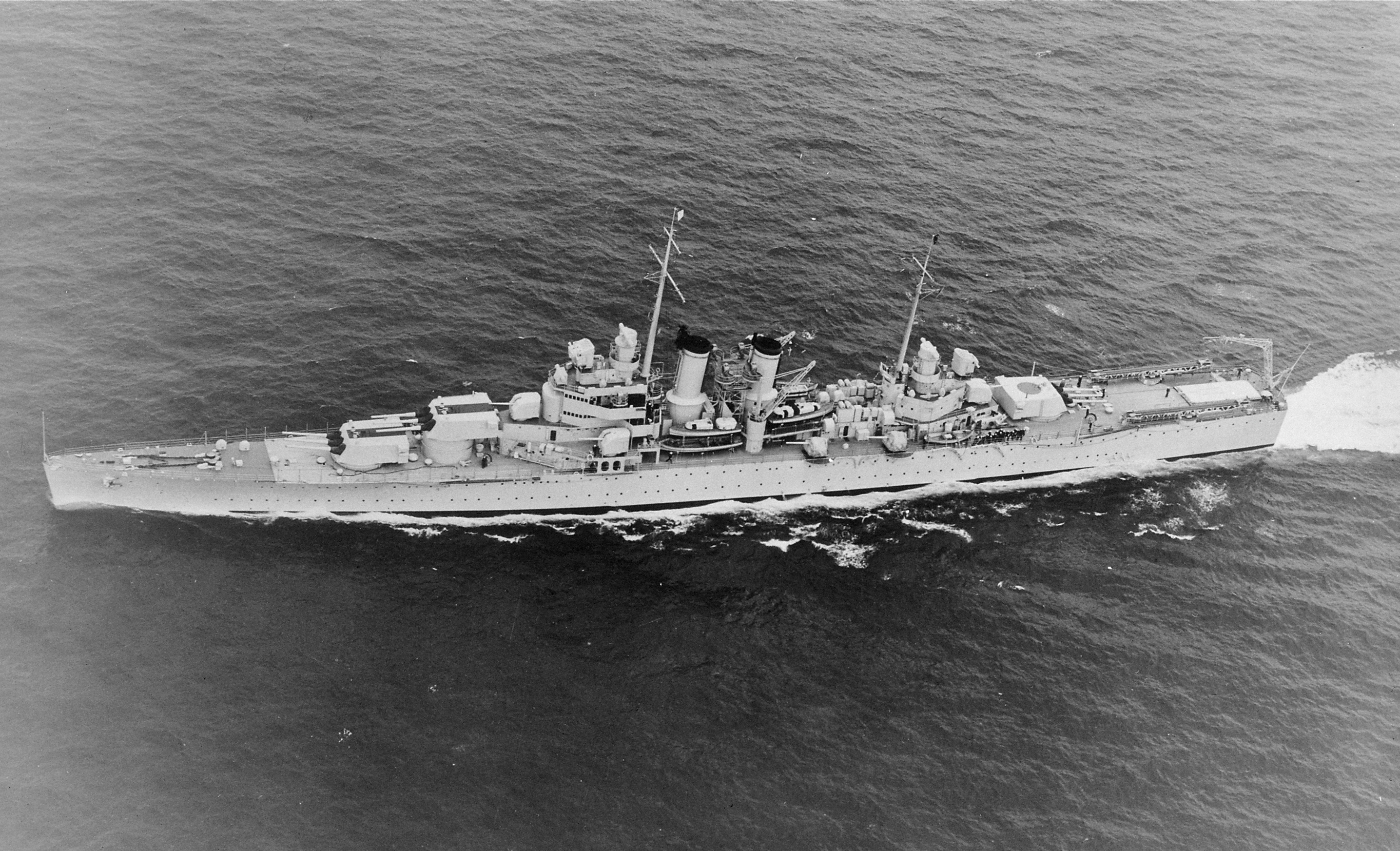
L'unità ripresa dall'alto in navigazione nel maggio 1940

All'inizio degli anni 1930 l'allora Segretario alla Marina degli Stati Uniti d'America, Curtis Dwight Wilbur, spinse per l'avvio di un programma di costruzioni navali volto in particolare alla realizzazione di nuovi incrociatori pesanti e leggeri per la US Navy, sulla base del Cruiser Act approvato dal Congresso degli Stati Uniti nel 1929 su proposta dello stesso Wilbur. Tra il 1931 e il 1934 furono quindi ordinati ai cantieri statunitensi cinque nuovi incrociatori pesanti, l'ultimo dei quali sarebbe stato il futuro Wichita: queste navi sarebbero state gli ultimi incrociatori pesanti concessi agli Stati Uniti dal Trattato navale di Londra del 1930, il quale imponeva per la US Navy un limite massimo di 18 incrociatori pesanti dal dislocamento standard massimo di 10.000 long ton (10.160 tonnellate).
Inizialmente, i cinque incrociatori sarebbero stati tutti realizzati sulla base del progetto dei tre precedenti incrociatori classe New Orleans, ma si decise poi che il progetto della quinta unità sarebbe stato rivisitato prima che la sua costruzione avesse inizio; la struttura di base del futuro Wichita fu quindi basata, invece che sui New Orleans, su quella dei nuovi incrociatori leggeri classe Brooklyn in quel momento in fase di progettazione. Per il nuovo incrociatore il design di base dello scafo dei Brooklyn fu pesantemente modificato in modo da dare alla futura unità un bordo libero più elevato e una maggiore stabilità, oltre ad aumentare la capacità di tenuta del mare; l'armamento secondario di otto cannoni da 127 mm fu mantenuto identico a quello dei Brooklyn, ma con un diverso arrangiamento che garantiva campi di tiro migliori; la batteria principale di nove cannoni da 203 mm fu installata in torrette di nuova concezione che rettificavano i problemi riscontrati con le precedenti classi di incrociatori.
Al momento del suo completamento nel febbraio 1939, ci si rese conto che il nuovo incrociatore superava di poco il limite delle 10.000 long ton di dislocamento standard imposto dal trattato di Londra; di conseguenza, solo due dei previsti otto cannoni secondari da 127 mm furono inizialmente installati la fine di risparmiare peso e rientrare nei limiti. Quando in seguito anche il resto dei pezzi venne aggiunto all'armamento dell'incrociatore, si scoprì che l'unità risultava troppo pesante in alto, e di conseguenza fu aggiunta una zavorra fissa in ferro di 200 tonnellate per dare maggiore stabilità alla nave.

### Scafo e propulsione
Il Wichita aveva uno scafo con una lunghezza alla linea di galleggiamento di 182,9 metri e una lunghezza fuori tutto di 185,42 metri; la larghezza raggiungeva i 18,82 metri e il pescaggio i 7,24 metri. Il dislocamento standard raggiungeva le 10.759 tonnellate, cifra che saliva a 13.224 tonnellate con la nave a pieno carico di combattimento; l'equipaggio ammontava a 929 tra ufficiali e marinai. Le dotazioni aeronautiche comprendevano quattro idrovolanti da ricognizione, lanciabili da due catapulte installate a poppa e recuperabili da una gru. Il sistema propulsivo dell'incrociatore si basava su quattro turbine a vapore della Parsons, azionanti altrettanti alberi motore e alimentate da otto cadaie a tubi d'acqua della Babcock & Wilcox; il sistema propulsivo garantiva una potenza di 100 000 shp (75 000 kW) e una velocità massima di 33 nodi (61 km/h). I serbatoi dell'unità potevano contenere tra le 1.344 e le 2.016 tonnellate di olio combustibile, le quali garantivano un'autonomia di 10.000 miglia alla velocità di crociera di 15 nodi (18.520 km a 27,78 km/h).
Lo scafo era protetto alla linea di galleggiamento da una cintura corazzata di Classe A spessa, nel suo punto massimo a centro nave, 160 mm; procedendo verso le estremità dello scafo lo spessore della cintura si riduceva progressivamente fino a 100 mm, e la cintura stessa era rinforzata con 16 mm di acciaio a trattamento speciale. La corazzatura di Classe A era molto più efficace della corazzatura di Classe B installata sui primi incrociatori statunitensi: un proiettile da 203 mm poteva penetrare la cintura solo se sparato da meno di 9.100 metri di distanza, a dispetto dei 15.000 metri delle precedenti corazzature. Il Wichita aveva poi un ponte corazzato spesso 57 mm, mentre la torre di comando aveva una blindatura spessa 152 mm sui fianchi e 57 mm sul tetto. Le torrette dell'artiglieria principale avevano una corazzatura spessa 203 mm sul fronte, 95 mm sui lati, 38 mm sul retro e 70 mm sul tetto; le torrette erano montate su barbette corazzate spesse 180 mm.

### Armamento

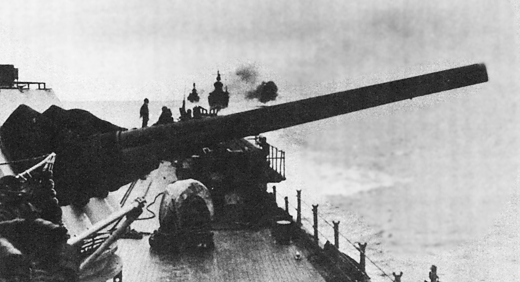
Una delle torri da 203 mm del Wichita durante un'azione di fuoco nel luglio 1943

L'armamento principale del Wichita consisteva in nove cannoni 8-inch/55 Mark 12 calibro 203 mm, installati in tre torri triple collocate due a prua sovrapposte e una a poppa. I pezzi erano capaci di sparare un proiettile dal peso di 152 chilogrammi a una velocità alla volata di 760 metri al secondo; l'elevazione massima dei pezzi raggiungeva i 41°, il che garantiva una gittata massima di 27.480 metri con un rateo di fuoco di una salva completa ogni quindici secondi; le torrette consentivano di elevare e fare fuoco anche con un singolo pezzo.
La batteria di artiglieria secondaria consisteva in otto cannoni 5in/38 Mark 12 calibro 127 mm, installati in quattro torrette singole (tre poste davanti e ai lati della torre di comando e una a poppa dietro alla torre da 203 mm) e in quattro impianti scoperti (a centro nave due per lato), dotati di un'elevazione tale da essere impiegabili tanto nel tiro contro bersagli di superficie quanto nel tiro antiaereo; il Wichita fu il primo incrociatore statunitense a montare questi pezzi. I cannoni da 127 mm potevano sparare un proiettile dal peso di 25 chilogrammi alla velocità alla volata di 790 metri al secondo, con un rateo di 20 colpi al minuto. Contro bersagli aerei i pezzi potevano raggiungere una gittata di 11.300 metri sollevati alla massima elevazione possibile di 85°; all'elevazione di 45°, i cannoni potevano ingaggiare bersagli di superficie fino alla distanza di 16.600 metri.
Entro la fine della seconda guerra mondiale, l'armamento antiaereo dell'incrociatore venne notevolmente potenziato con l'aggiunta di numerosi pezzi di calibro medio e leggero a tiro rapido. Furono progressivamente aggiunti quattro impianti quadrinati e quattro impianti binati di cannoni Bofors 40 mm, capaci di una gittata di 6.900 metri a 90° di elevazione e di un rateo di fuoco di 160 colpi per minuto. Per la difesa a corto raggio furono poi montate anche diciotto mitragliere da 20 mm Oerlikon in impianti singoli, pezzi capaci di una gittata di 3.000 metri e di un rateo di fuoco di 465-480 colpi al minuto.

## Storia

### Entrata in servizio

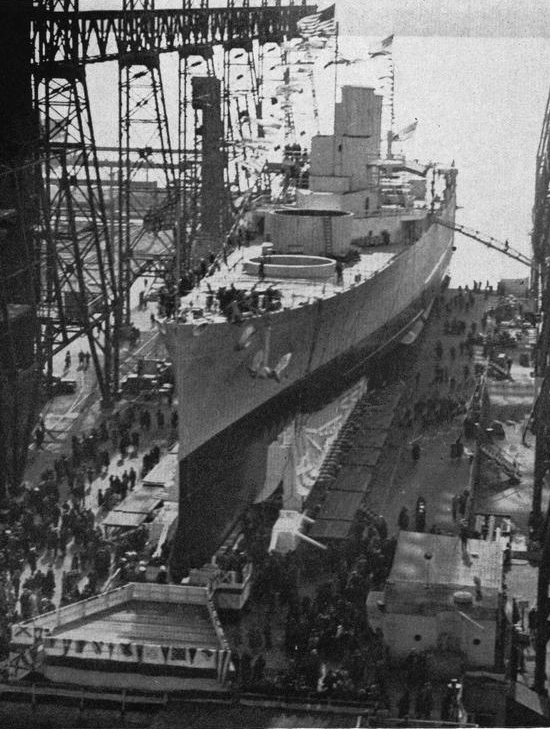
Il Wichita poco prima del suo varo a Filadelfia il 16 novembre 1937

Impostata il 28 ottobre 1935 sugli scali del Philadelphia Naval Shipyard di Filadelfia, la nave venne varata il 16 novembre 1937 con il nome di Wichita in onore dell'omonima città del Kansas, per poi entrare ufficialmente in servizio il 16 febbraio 1939. Poco dopo la sua accettazione in servizio il Wichita lasciò Filadelfia per fare rotta su Houston, dove arrivò il 20 aprile, per prendere parte alle cerimonie dell'inaugurazione del San Jacinto Monument; la nave salpò poi da Houston il 1º maggio seguente per intraprendere la sua crociera inaugurale, nel corso della quale visitò le Isole Vergini Americane, Cuba e le Bahamas prima di rientrare a Filadelfia per ultimare i lavori di messa a punto. Il 25 settembre, pochi giorni dopo l'inizio della seconda guerra mondiale in Europa, il Wichita fu assegnato in forza alla Cruiser Division 7 dell'Atlantic Fleet; di base ad Hampton Roads, tra il 4 e il 9 ottobre l'incrociatore partecipò a una missione operativa in oceano Atlantico nell'ambito della Neutrality Patrol.
Rientrata in porto, la nave svolse lavori di manutenzione al Norfolk Naval Shipyard fino al 1º dicembre 1939, per poi, il 4 dicembre seguente, fare rotta per la Base navale di Guantánamo dove arrivò l'8 dicembre; una volta qui, il comandante dell'incrociatore capitano Thaddeus A. Thomson assunse la guida dell'appena creata "Caribbean Patrol", comprendente oltre al Wichita l'incrociatore Vincennes e i cacciatorpediniere Borie, Broome, Lawrence, King e Truxtun. Nel corso dei successivi tre mesi, la formazione condusse una serie di manovre di addestramento nella zona dei Caraibi; alla fine di febbraio 1940, il Wichita rientrò a Norfolk via Filadelfia, dove partecipò a ulteriori esercitazioni in maggio.

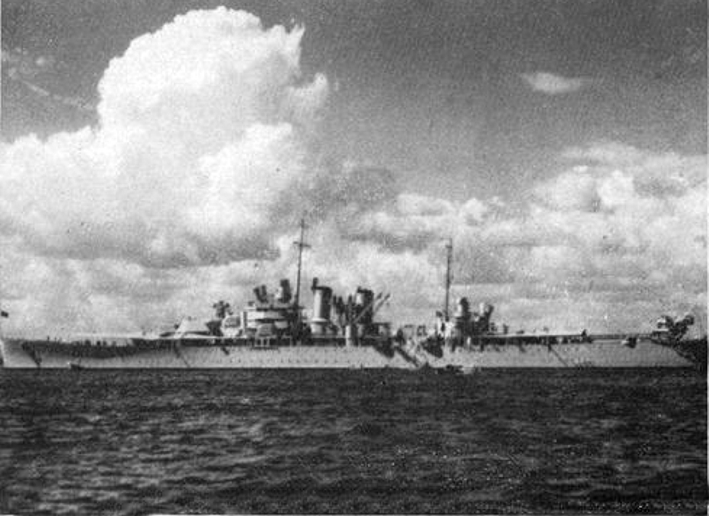
Il Wichita fotografato a Guantanamo nel gennaio 1940

All'inizio di giugno 1940, il Wichita (con a bordo il comandante della Cruiser Division 7, contrammiraglio Andrew C. Pickens) e l'incrociatore Quincy intrapresero una crociera nelle acque del Sudamerica, visitando i porti di Rio de Janeiro e Santos in Brasile, Buenos Aires in Argentina e Montevideo in Uruguay; la crociera si concluse il 24 settembre, quando le due unità rientrarono a Norfolk. Nei successivi tre mesi il Wichita svolse il ruolo di nave scuola per i guardiamarina della United States Naval Reserve, oltre a svolgere esercitazioni di artiglieria al largo della costa della Virginia; il 7 gennaio 1941 l'incrociatore si trasferì da Hampton Roads a Guantanamo, dove in marzo partecipò a manovre di addestramento della flotta nelle acque caraibiche ed esercitazioni di assalto anfibio lungo la costa di Porto Rico. Rientrato negli Stati Uniti il 24 marzo, il Wichita salpò per Bermuda il 6 aprile; una volta qui l'unità si unì alla portaerei Ranger e all'incrociatore Tuscaloosa per volgere una serie di pattugliamenti nelle acque dell'Atlantico del nord, spingendosi fino a 800 miglia dalle coste dell'Irlanda.
Il Wichita rientrò a New York il 17 maggio 1941 per sottoporsi a lavori presso il New York Navy Yard, iniziati il 21 giugno. Il 2 luglio, completato il ciclo di manutenzione, il Wichita si trasferì alla Naval Station Newport nel Rhode Island; da qui, il 27 luglio, salpò alla volta dell'Islanda come scorta a un convoglio di truppe statunitensi dirette a occupare l'isola. Il Wichita arrivò a Reykjavík il 6 agosto in squadra con la portaerei Wasp e la nave da battaglia Mississippi, proteggendo lo sbarco incontrastato delle unità dello United States Army; l'incrociatore rientrò quindi negli Stati Uniti il 20 agosto. Il 28 settembre la nave fece ritorno a Reykjavík: due giorni prima, il comando della US Navy aveva dato ordine alle sue unità di proteggere qualunque mercantile impegnato nei commerci con gli Stati Uniti in navigazione nella zona di sicurezza statunitense, attaccando ogni unità da guerra tedesca o italiana che fosse stata incontrata. Il Wichita fu quindi impegnato nel pattugliamento delle acque attorno all'Islanda fino alla fine dell'anno; il 7 dicembre 1941, mentre i giapponesi attaccavano Pearl Harbor trascinando gli Stati Uniti nel conflitto, l'incrociatore si trovava ancorato a Hvalfjörður in Islanda.

### Servizio in Atlantico

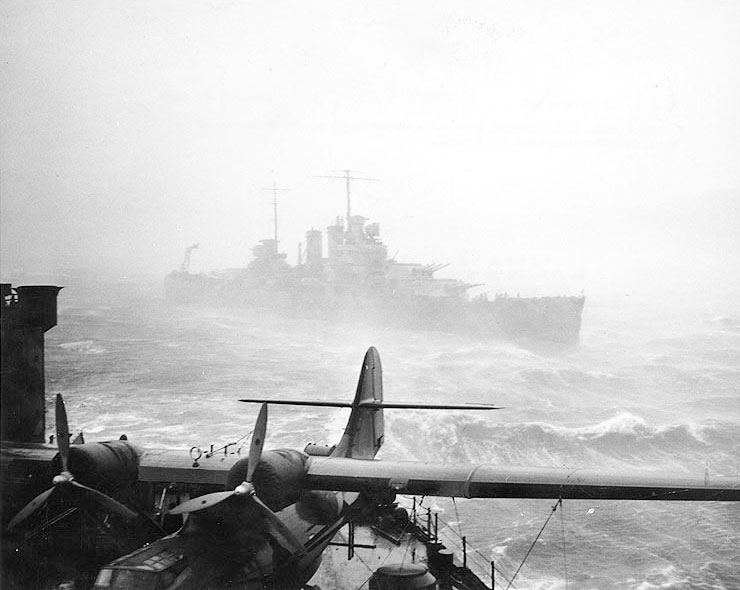
Il Wichita affronta una tempesta artica al largo dell'Islanda nel gennaio 1942

Il Wichita lasciò le acque islandesi il 5 gennaio 1942 per pattugliare la zona dello stretto di Danimarca; la nave fece ritorno a Hvalfjörður il 10 gennaio seguente. Il 15 gennaio una violenta tempesta si abbatté sull'Islanda con venti della velocità di più di 150 km/h; il Wichita subì alcuni danni nel corso della tempesta, in particolare dopo essere entrato in collisione con il mercantile West Nohno e il peschereccio armato britannico HMS Ebor Wyke, finendo infine con l'incagliarsi sulla costa vicino al faro di Hrafneyri. Dopo alcune sistemazioni di emergenza portate a termine in loco, l'incrociatore raggiunse New York il 9 febbraio per i lavori finali, completati il 26 febbraio; la nave svolse quindi attività d'addestramento al largo della costa del Maine fino alla fine di marzo.
Il 26 marzo 1942 il Wichita, assegnato alla Task Force 39, salpò dagli Stati Uniti alla volta della base britannica di Scapa Flow, come rinforzo per la Home Fleet della Royal Navy; agli ordini del contrammiraglio John W. Wilcox Jr., la TF 39 comprendeva anche la nave da battaglia Washington, l'incrociatore Tuscaloosa e otto cacciatorpediniere. Durante il viaggio di trasferimento della formazione il contrammiraglio Wilcox scomparve in mare dopo essere caduto dalla Washington mentre la nave affrontava una violenta tempesta, e il comandante del Wichita contrammiraglio Robert C. Giffen assunse il comando della task force. Dopo il suo arrivo a Scapa Flow il Wichita prese parte alla sua prima importante operazione con i britannici a partire dal 28 aprile, quando scortò con successo i "convogli artici" QP11 e PQ 15 sulla rotta tra il Regno Unito e l'Unione Sovietica; portata a termine la missione, il Wichita diresse per Hvalfjörður dove arrivò il 6 maggio.
Dopo aver pattugliato lo stretto di Danimarca tra il 12 e il 19 maggio, il Wichita partecipò alla scorta dei convogli PQ 16 e QP 12 sulla rotta artica, rientrando a Scapa Flow il 29 maggio; una volta nella base britannica, il sovrano Giorgio VI del Regno Unito salì a bordo per una visita il 7 giugno. Rientrato ad Hvalfjörður il 14 giugno, l'incrociatore sostituì il pari tipo britannico HMS Cumberland nel pattugliare lo stretto di Danimarca; durante questo pattugliamento, il 17 giugno e il 20 giugno l'incrociatore aprì per due volte il fuoco su altrettanti aerei da ricognizione a lungo raggio Focke-Wulf Fw 200, ma senza successo. Tornato a Hvalfjörður, alla fine di giugno il Wichita si trasferì a Seyðisfjörður dove si riunì al Tuscaloosa e a tre cacciatorpediniere statunitensi; la piccola formazione fu quindi integrata nella scorta del convoglio PQ-17 diretto a Murmansk. La presenza di forti nuclei di unità di battaglia della US Navy e della Royal Navy scoraggiò la Kriegsmarine dall'impiegare forze di superficie contro il convoglio, ma il PQ-17 subì pesanti perdite di mercantili nel corso di ripetuti attacchi da parte di velivoli e U-Boot tedeschi; nel corso dell'azione il Wichita impegnò il suo armamento antiaereo contro i ricognitori Fw 200 tedeschi che pedinavano il convoglio, ma senza far registrare centri ai loro danni.

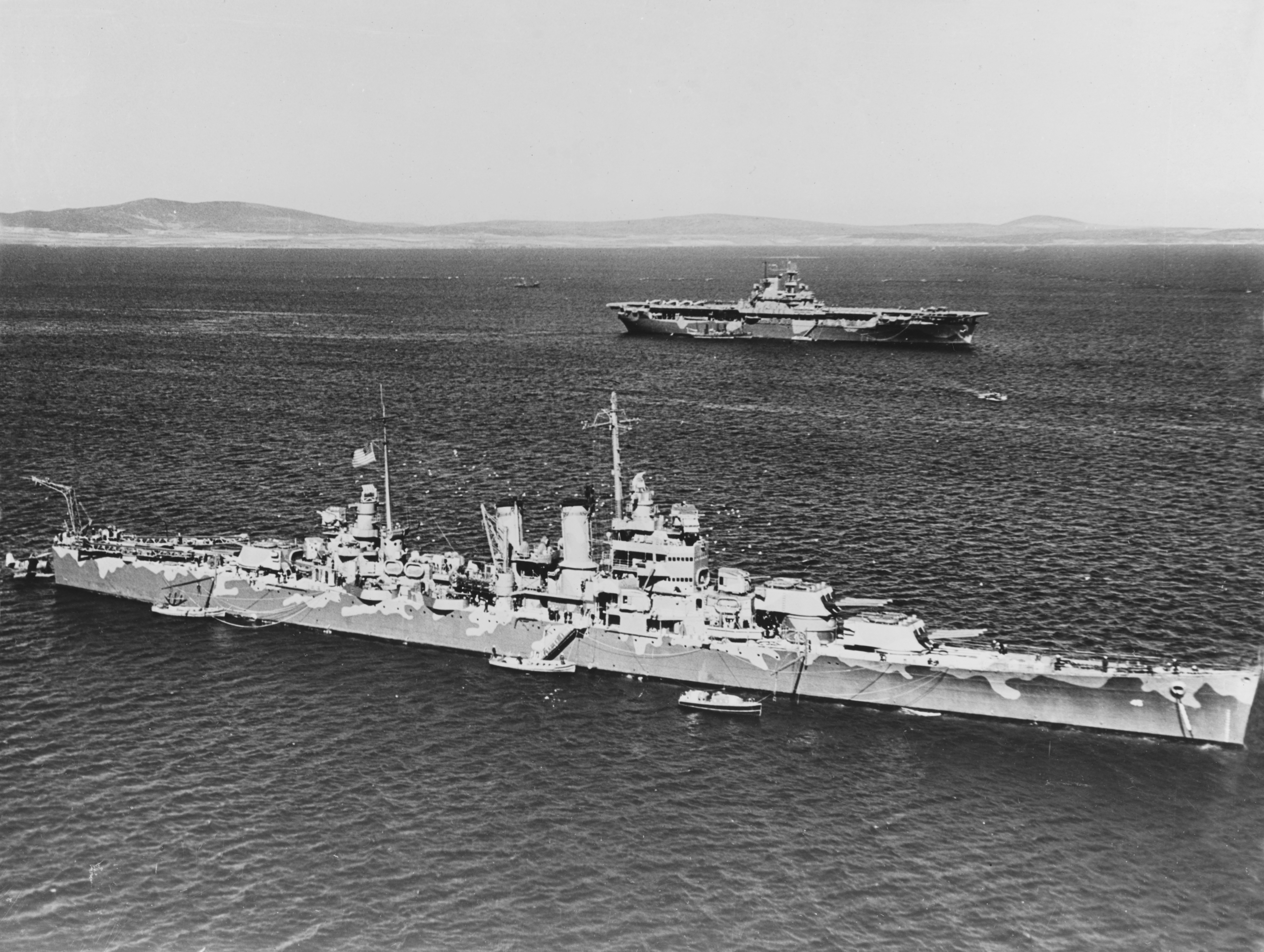
Il Wichita ancorato a Scapa Flow nell'aprile 1942; in secondo piano alle sue spalle, la portaerei

Alla fine di luglio il Wichita andò in cantiere a Rosyth in Scozia per un ciclo di lavori proseguiti fino al 9 agosto. La correzione di alcuni problemi riscontrati all'apparato motore non poté essere portata a termine, e il 22 agosto il Wichita dovette tornare a New York per ulteriori lavori perdurati fino al 5 settembre seguente; una volta tornato in servizio, l'incrociatore svolse manovre di esercitazione al largo della Virginia prima di dirigere alla fine del mese a Casco Bay nel Maine. Alla fine di ottobre il Wichita fu quindi assegnato al Task Group 34.1 del contrammiraglio Henry Kent Hewitt, comprendente anche la nave da battaglia Massachusetts e gli incrociatori Augusta e Tuscaloosa; la formazione fu integrata nelle forze alleate dirette a invadere le colonie francesi del Nordafrica, nell'ambito della cosiddetta "operazione Torch".
Impegnato nel supporto dei reparti statunitensi diretti a sbarcare nei pressi di Casablanca in Marocco, la mattina dell'8 novembre 1942 il Wichita prese parte a una serie di scontri con le forze francesi. Inizialmente, il Wichita e il Tuscaloosa cannoneggiarono le batterie di artiglieria costiera francese di El Hank e la base dei sommergibili di Casablanca, mentre la Massachusetts ingaggiava un duello a distanza con la corazzata francese Jean Bart bloccata in porto; forze navali francesi tentarono un contrattacco, dando luogo a diverse azioni di superficie. Nel corso di una prima scaramuccia, il Wichita e il Tuscaloosa danneggiarono con i loro grossi calibri il cacciatorpediniere francese Milan obbligandolo a incagliarsi lungo la costa; poco dopo, durante una seconda azione, i due incrociatori affondarono il cacciatorpediniere Fougueux e danneggiarono il pari tipo Frondeur. Il Wichita e il Tuscaloosa si unirono quindi alla Massachusetts nel cannoneggiare la Jean Bart, ma alle 11:28 il Wichita fu raggiunto da un colpo da 194 mm sparato dalla batteria costiera francese di El Hank: il proiettile penetrò nel ponte ed esplose nei locali sottostanti ferendo quattordici membri dell'equipaggio. Il Wichita ruppe il contatto e si ritirò momentaneamente, ma alle 13:12 l'unità e il Tuscaloosa tornarono a farsi sotto per ingaggiare gli incrociatori francesi Primauguet e Gloire, ancora in porto; fuoco pesante proveniente dalle batterie di El Hank obbligò tuttavia i due incrociatori a ritirarsi poco dopo le 15:00. Conclusi con successo gli sbarchi dell'operazione Torch, il Wichita rimase a pattugliare le acque marocchine tra Casablanca e Fedhala, per poi rientrare a New York il 19 novembre per eseguire delle riparazioni.

### L'invio nel Pacifico

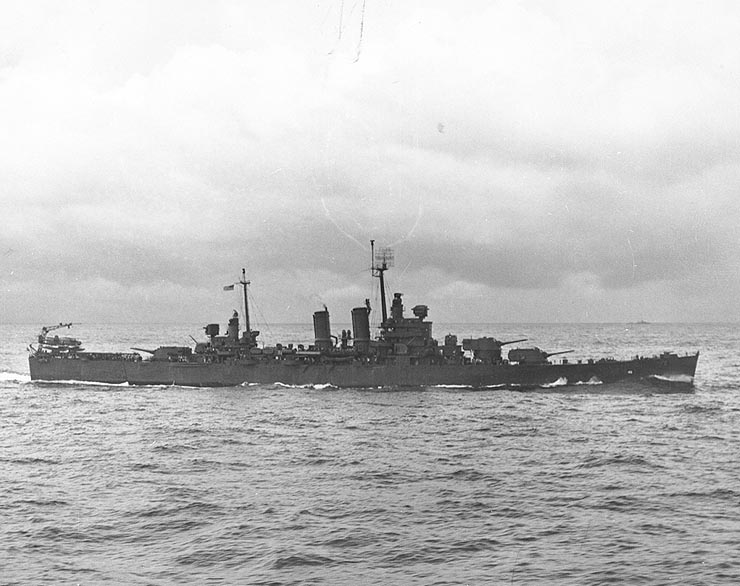
L'incrociatore in navigazione nel Pacifico centrale nel maggio 1944

Poco dopo aver terminato i lavori, il Wichita fu destinato al teatro operativo dell'oceano Pacifico; la nave diresse quindi per la zona di Guadalcanal dove fu assegnata alla Task Force 18 del contrammiraglio Giffen, comprendente gli incrociatori Louisville, Chicago, Montpelier, Cleveland e Columbia e otto cacciatorpediniere, per operare nell'ambito degli scontri contro le forze dei giapponesi schierate nella zona. La sera del 29 gennaio 1943 la TF 18 diresse verso la zona dell'isola di Rennell a nord di Guadalcanal, di scorta a un convoglio di truppe, finendo con l'essere attaccata da massicce formazioni di velivoli giapponesi; nella seguente battaglia dell'isola di Rennell il Chicago venne silurato e affondato dai velivoli giapponesi mentre il Wichita, centrato da un siluro che tuttavia non esplose, non riportò alcun danno.
Il Wichita diresse quindi per Éfaté nelle Nuove Ebridi per un periodo di addestramento. L'incrociatore salpò poi per Pearl Harbor dove giunse il 14 aprile; il 18 aprile seguente Giffen, ancora con insegna sul Wichita, assunse la direzione del Task Group 52.10 e diresse quindi alla volta di Adak per operare contro le forze giapponesi nell'ambito della campagna delle isole Aleutine. All'inizio di maggio il Wichita fu assegnato alle forze anfibie incaricate i liberare le isole Aleutine occupate dai giapponesi; come nave ammiraglia di un gruppo di fuoco comprendente gli incrociatori Louisville e San Francisco e quattro cacciatorpedinire, il 6 luglio il Wichita bombardò le postazioni giapponesi sull'isola di Kiska, un'azione che convinse il comando nipponico a preparare l'evacuazione dell'isola. Il 19 luglio il Wichita si ricongiunse a una potente formazione statunitense comprendente anche le navi da battaglia New Mexico, Idaho e Mississippi, che tre giorni più tardi bombardò nuovamente Kiska. Il 27 luglio il Wichita fu tra le navi coinvolte in un curioso incidente: a causa di malfunzionamenti degli apparati radar dovuti al cattivo tempo, una formazione di unità statunitensi cannoneggiò per ore un tratto di mare vuoto dopo aver captato segnali della presenza di navi giapponesi, in realtà non presenti; quello stesso giorno i giapponesi evacuarono con successo Kiska, che fu poi occupata dagli statunitensi in modo incontrastato due settimane più tardi.

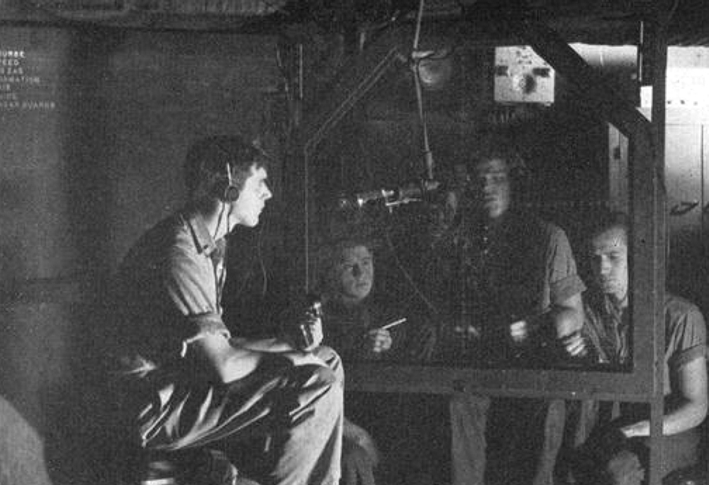
Veduta interna della sala radar del Wichita

Per il resto del 1943 il Wichita rimase schierato nella zona delle Hawaii impegnato in esercitazioni. Il 16 gennaio 1944 la nave lasciò Pearl Harbor per unirsi alla flotta diretta a invadere le isole Marshall; l'incrociatore fu assegnato al Task Group 58.3 sotto il comando del contrammiraglio Frederick C. Sherman, comprendente le portaerei Bunker Hill, Cowpens e Monterey, le navi da battaglia North Carolina, Massachusetts, Alabama e South Dakota e vari cacciatorpediniere. Il Wichita fornì protezione antiaerea alle unità statunitensi durante una serie di attacchi delle portaerei alle basi giapponesi di Kwajalein ed Eniwetok tra il 29 e il 31 gennaio. Il 4 febbraio il Wichita fu distaccato in forza al Task Group 58.2 per prendere parte all'operazione Hailstone, un massiccio attacco delle portaerei statunitensi alla grande base giapponese di Truk condotto tra il 16 e il 17 febbraio seguenti; nel corso dell'azione il Wichita fu distaccato per scortare in salvo la portaerei Intrepid, rimasta danneggiata in un attacco aereo giapponese, arrivando quindi alla base di Majuro il 20 febbraio. Rientrato a Pearl Harbor il 4 marzo, il Wichita divenne la nave ammiraglia della Cruiser Division 6 per fare quindi ritorno a Majuro il 20 marzo per essere integrato nella flotta di portaerei veloci statunitense (Fast Carrier Task Force) diretta ad attaccare le basi giapponesi di Yap, Woleai e delle Palau; dopo aver supportato a distanza gli sbarchi statunitensi a Hollandia in Nuova Guinea tra il 13 e il 22 aprile, la task force colpì nuovamente Truk il 29 aprile, mentre contemporaneamente il Wichita e altri incrociatori cannoneggiavano le installazioni giapponesi su Satowan nelle isole Caroline.
Il 4 maggio 1944 il Wichita rientrò a Majuro per un periodo di addestramento, tornando in forza alla flotta in giugno in vista della successiva campagna delle isole Marianne e Palau. Parte della Task Unit 53.10.8, il Wichita bombardò con i suoi grossi calibri l'isola di Saipan il 13 giugno, mentre il giorno successivo cannoneggiò le postazioni giapponesi su Guam; il 17 giugno l'incrociatore fu assegnato al Task Group 58.7, e schierato a ovest delle isole Marianne per intercettare la flotta giapponese segnalata in avvicinamento all'arcipelago. Il 19 giugno il Wichita prese quindi parte alla decisiva vittoria della flotta statunitense sui giapponesi nella battaglia del Mare delle Filippine, fornendo fuoco antiaereo contro gli attacchi dei velivoli nipponici; i cannonieri dell'incrociatore rivendicarono l'abbattimento di due aerosiluranti Nakajima B5N. La nave fu quindi distaccata il 25 giugno per scortare i convogli di truppe e i gruppi di portaerei al largo di Saipan, incarico proseguito fino all'inizio di luglio; in seguito, il Wichita bombardò nuovamente postazioni nemiche a Guam tra l'8 e il 12 luglio e poi ancora il 18 luglio.
Il Wichita lasciò le Marianne il 10 agosto, arrivando tre giorni dopo alla base di Eniwetok. Da qui la nave salpò nuovamente il 29 luglio come parte del Task Group 38.1, scortando una squadra di portaerei diretta ad attaccare varie postazioni giapponesi nelle Palau, nelle Caroline, nelle Filippine e nelle Indie orientali olandesi. Dalla metà di settembre e fino al 21 del mese il Wichita e il resto del TG 38.1 fornirono supporto allo sbarco dei reparti statunitensi a Morotai nelle Molucche, per poi dirigere ad attaccare Manila il 22 settembre; nel corso di questa seconda azione, il Wichita abbatté due bombardieri giapponesi che tentavano di attaccare la formazione statunitense. L'incrociatore continuò quindi a fornire scorta e protezione antiaerea alle portaerei durante una serie di raid contro le basi nemiche a Cebu, Negros e Coron nei giorni seguenti.

### Operazioni nelle Filippine

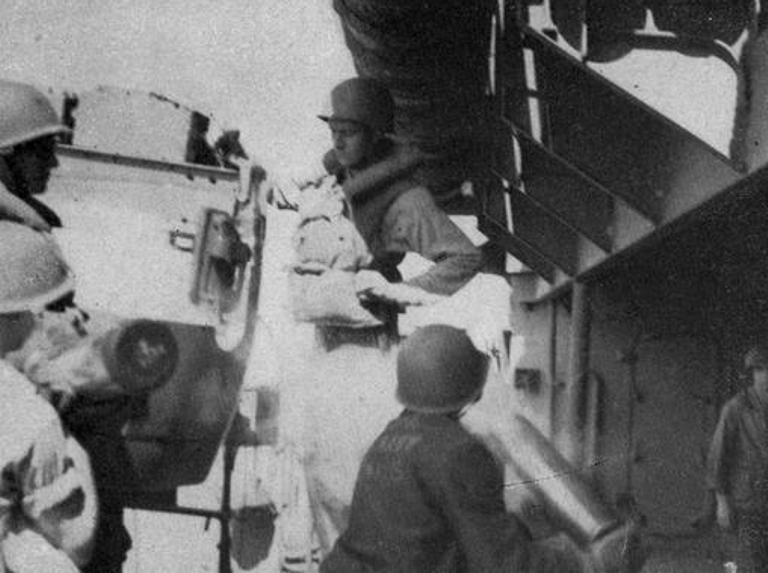
Artiglieri del Wichita ricaricano uno dei pezzi da 127 mm dell'incrociatore

Il 10 ottobre 1944 il Wichita scortò la forza di portaerei veloci della United States Third Fleet durante un raid contro le basi giapponesi a Okinawa; il giorno seguente la flotta bombardò Aparri su Luzon passando quindi ad attaccare le basi aeree giapponesi collocate su Formosa, mossa preliminare all'imminente invasione delle Filippine da parte delle forze statunitensi. Il 13 ottobre bombardieri giapponesi attaccarono la flotta statunitense e danneggiarono gravemente l'incrociatore Canberra; il Wichita prese a rimorchio l'immobilizzato Canberra finché quest'ultimo non venne soccorso dal rimorchiatore oceanico Munsee il 15 ottobre. Il Wichita si unì quindi alla scorta del danneggiato Canberra e a quella dell'incrociatore Houston, immobilizzato e preso al traino da un rimorchiatore dopo aver incassato un siluro giapponese; le unità statunitensi furono ancora una volta attaccate da aerei nipponici il 16 ottobre e lo Houston fu silurato una seconda volta. Il Wichita lasciò la formazione il 21 ottobre dopo che questa ebbe raggiunto acque al di fuori del raggio dei velivoli giapponesi, e si ricongiunse alla Third Fleet al largo di Luzon entrando a far parte della Task Force 34 del viceammiraglio Willis Lee.
Il Wichita prese quindi parte, al largo di Luzon, alla decisiva battaglia del Golfo di Leyte intercorsa tra le opposte flotte tra il 23 e il 26 ottobre; l'incrociatore servì inizialmente come scorta antiaerei alla squadra delle portaerei della Third Fleet, ma il 25 ottobre fu distaccato con il resto della TF 34 di Lee per dare il colpo di grazia a varie unità giapponesi rimaste danneggiate o isolate: i cannoni del Wichita e di altri tre incrociatori diedero quindi il colpo di grazia alla portaerei giapponese Chiyoda e al cacciatorpediniere Hatsuzuki. Dopo la battaglia l'incrociatore tornò al suo ruolo di scorta delle portaerei impegnate in azione al largo di Samar, ma il 28 ottobre impegnò i suoi grossi calibri per supportare le truppe a terra a Leyte; due giorni dopo, fu impegnato ancora una volta a respingere un grosso attacco aereo nipponico lanciato contro la flotta.
Il 31 ottobre il Wichita lasciò le acque delle Filippine per raggiungere, il 2 novembre seguente, la base di Ulithi. Reintegrate le riserve di munizioni e vettovaglie, l'incrociatore tornò a incrociare davanti Leyte fino alla metà di novembre; in quel periodo furono riscontrati alcuni problemi all'apparato motore, con uno degli alberi motore finito fuori uso, e il 18 novembre l'unità venne distaccata per rientrare in California per le riparazioni. Durante una sosta a Ulithi anche un secondo albero motore finì fuori uso lasciandone solo due in funzione; la nave riuscì comunque a raggiungere San Pedro il 15 dicembre venendo quasi subito messa in bacino al Long Beach Naval Shipyard per le riparazioni. I lavori proseguirono fino all'8 febbraio 1945, quando l'unità tornò in servizio; salpato dalla California il 28 febbraio, l'incrociatore raggiunse Pearl Harbor il 6 marzo, ripartendo poi alla volta di Ulithi cinque giorni dopo.

### L'invasione di Okinawa

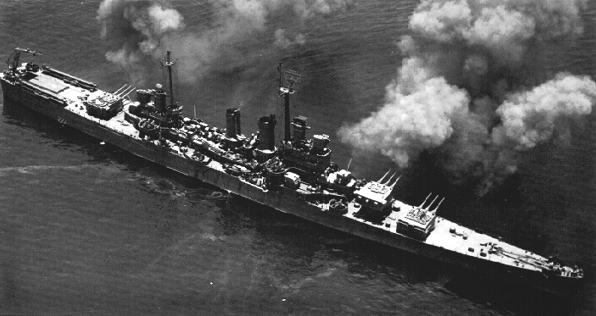
L'incrociatore ripreso mentre spara una bordata con il suo armamento principale in una foto del 1944

Il Wichita arrivò a Ulithi il 20 marzo 1945, entrando in forza alla Task Force 54 della United States Fifth Fleet in vista dell'imminente invasione statunitense di Okinawa. Il 25 marzo l'incrociatore scortò i dragamine statunitensi intenti ad aprire rotte sicure attorno a Okinawa, ma nel pomeriggio del giorno seguente si avvicinò alle coste dell'isola e bombardò per tre ore le postazioni giapponesi con i suoi grossi calibri; aerei giapponesi attaccarono l'unità la mattina dopo, ma i cannonieri del Wichta respinsero l'attacco rivendicando l'abbattimento di un velivolo nemico. La nave continuò a eseguire bombardamenti costieri, preparatori all'invasione anfibia, in varie zone di Okinawa fino al 28 marzo; il giorno seguente si ritirò verso Kerama Retto per reintegrare la scorta di munizioni, ma più tardi quel giorno tornò nelle acque d Okinawa per coprire le squadre di sommozzatori dell'Underwater Demolition Team intente ad eliminare gli ostacoli sommersi davanti alle spiagge prescelte per lo sbarco.
L'incrociatore fu impegnato ancora in vari bombardamenti preliminari di Okinawa fino al 1º aprile, quando lo sbarco dei reparti statunitensi ebbe inizio; per tutta la mattina l'incrociatore supportò i reparti scesi a terra sulle spiagge più a sud della testa di ponte, per poi ritirarsi per rifornirsi di munizioni. L'incrociatore tornò a operare al largo della testa di ponte il giorno seguente, alternando i bombardamenti costieri in appoggio dei reparti a terra alla scorta sottocosta dei gruppi di dragamine. Il 6 aprile l'incrociatore fu assegnato al Task Group 51.19, andando a bombardare l'isola di Tsugen Shima in compagnia delle navi da battaglia Maryland e Arkansas e dell'incrociatore Tuscaloosa; l'apparizione di aerei giapponesi portò tuttavia alla cancellazione della missione, e il Wichita ripiegò sul cannoneggiare le batterie costiere giapponesi a Chiyama Shima quel pomeriggio.
Più tardi quello stesso 6 aprile, un caccia Mitsubishi A6M "Zero" giapponese si portò all'attacco dell'incrociatore: lo "Zero" scese all'improvviso da un varco delle nuvole sul lato sinistro del Wichita, ma una raffica di una mitragliera da 20 mm gli tagliò via la coda; l'aereo fuori controllo sganciò una bomba da 230 chili che esplose a circa 15 metri dalla nave, mentre una delle sue ali tagliò il ponte della nave prima che il velivolo si schiantasse in mare: undici membri dell'equipaggio rimasero feriti nell'incidente ma l'incrociatore non subì alcun danno. Il giorno seguente il Wichita si inoltrò nella baia di Nakagusuku a Okinawa per bombardare da distanza ravvicinata le batterie di artiglieria giapponesi: vari colpi nemici esplosero nelle vicinanze dell'incrociatore, ma la nave non riportò alcun danno e mise a tacere le batterie nemiche. Nei giorni successivi il Wichita compì altri bombardamenti nella zona di Okinawa prima di ritirarsi il 10 aprile per andare a rifornirsi di munizioni.
Per il resto del mese di aprile l'unità rimase a incrociare nella zona di Okinawa provvedendo al supporto di fuoco dei reparti a terra. Il 27 aprile un colpo di piccolo calibro penetrò in uno dei serbatoi di carburante sotto la linea di galleggiamento, e dopo che le riparazioni d'emergenza intraprese direttamente sul posto si rivelarono insufficienti l'incrociatore raggiunse la base avanzata di Kerama Retto dove fu risistemato tra il 29 e il 30 aprile, tornando quindi subito a operare al largo di Okinawa. Il 12 maggio l'incrociatore rimase vittima di un incidente di fuoco amico: un proiettile da 127 mm colpì la catapulta per aerei di dritta, e le sue schegge uccisero un membro dell'equipaggio e ne ferirono altri undici. La nave diresse quindi per Leyte per un periodo di riposo e risistemazione, tornando a Okinawa il 18 giugno; l'incrociatore continuò con le abituali missioni di bombardamento costiero per tutto il luglio 1945. L'incrociatore si trovava ancora al largo di Okinawa quando, il 15 agosto, giunse la notizia della resa del Giappone e della cessazione delle ostilità.

### Il dopoguerra

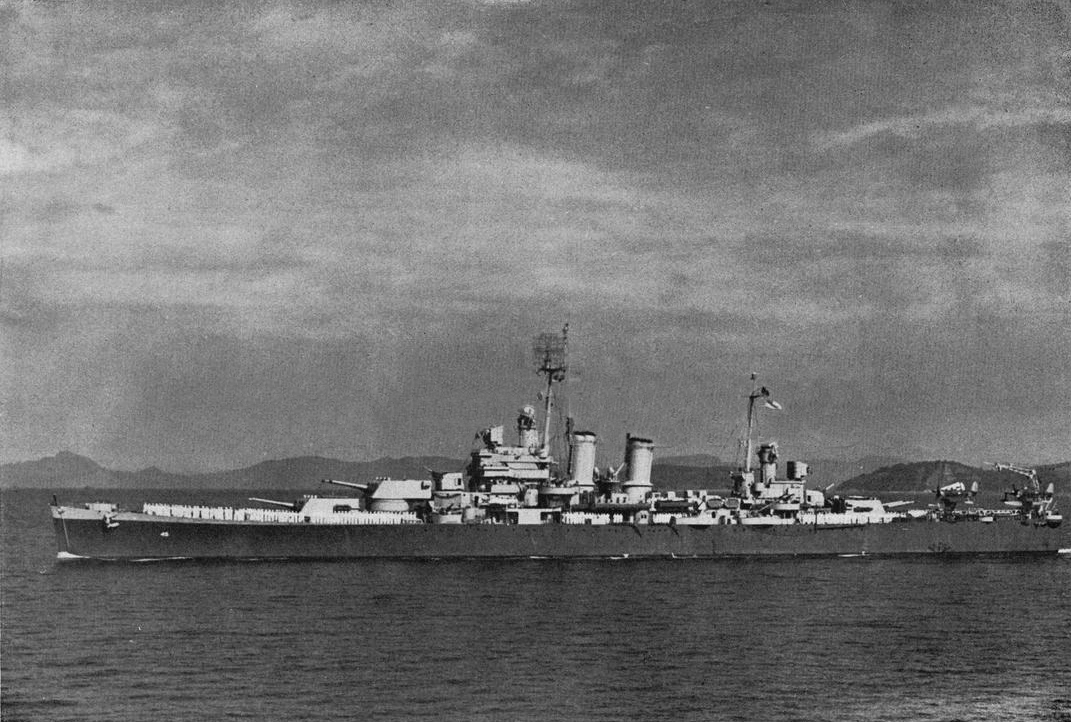
L'incrociatore in navigazione al largo del Giappone nell'ottobre 1945

Il Wichita salpò da Okinawa il 10 settembre 1945 per dirigere su Nagasaki in Giappone, dove arrivò il giorno seguente entrando a far parte del Task Group 55.7 per svolgere compiti di occupazione nelle acque nipponiche. Il 25 settembre la nave si trasferì a Sasebo per quattro giorni, rientrando a Nagasaki il 29 settembre; il Wichita tornò a Sasebo pochi giorni dopo, e mentre si trovava lì tra il 9 e l'11 ottobre subì senza danni l'impatto di un violento tifone sulla città. Durante questo periodo, il Wichita ispezionò navi e infrastrutture portuali giapponesi per verificare il rispetto delle clausole di resa.
Il 5 novembre il Wichita fu assegnato all'operazione Magic Carpet, il rimpatrio delle molte migliaia di soldati statunitensi schierati all'estero, e dopo essersi rifornito a Tokyo salpò alla volta di San Francisco dove arrivò il 24 novembre seguente. Dopo un periodo di lavori in cantiere al Mare Island Naval Shipyard, l'incrociatore salpò per le Hawaii il 6 dicembre, raggiungendo Pearl Harbor il 12 dicembre prima di fare rotta per le Marianne; la nave caricò a Saipan del personale militare da rimpatriare e salpò per San Francisco, dove arrivò il 12 gennaio 1946. Il 27 gennaio l'incrociatore lasciò il porto e diresse per la costa est degli Stati Uniti; attraversato il canale di Panama, il Wichita raggiunse Filadelfia il 14 febbraio dove fu assegnato in forza alla United States Sixteenth Fleet, salvo essere passato in riserva il 15 luglio seguente. Il Wichita fu quindi radiato dal servizio attivo il 3 febbraio 1947 e ancorato nel porto di Filadelfia.
Nei tardi anni 1940 la US Navy considerò l'opportunità di trasformare il Wichita in incrociatore lanciamissili, salvo poi scegliere al suo posto per la conversione gli incrociatori Boston e Canberra, più moderni. Il 1º marzo 1959 il Wichita fu ufficialmente cancellato dai registri del naviglio della Marina; lo scafo fu quindi venduto il 14 agosto alla Union Minerals and Alloys Corp per la demolizione.